# William R. Looney III

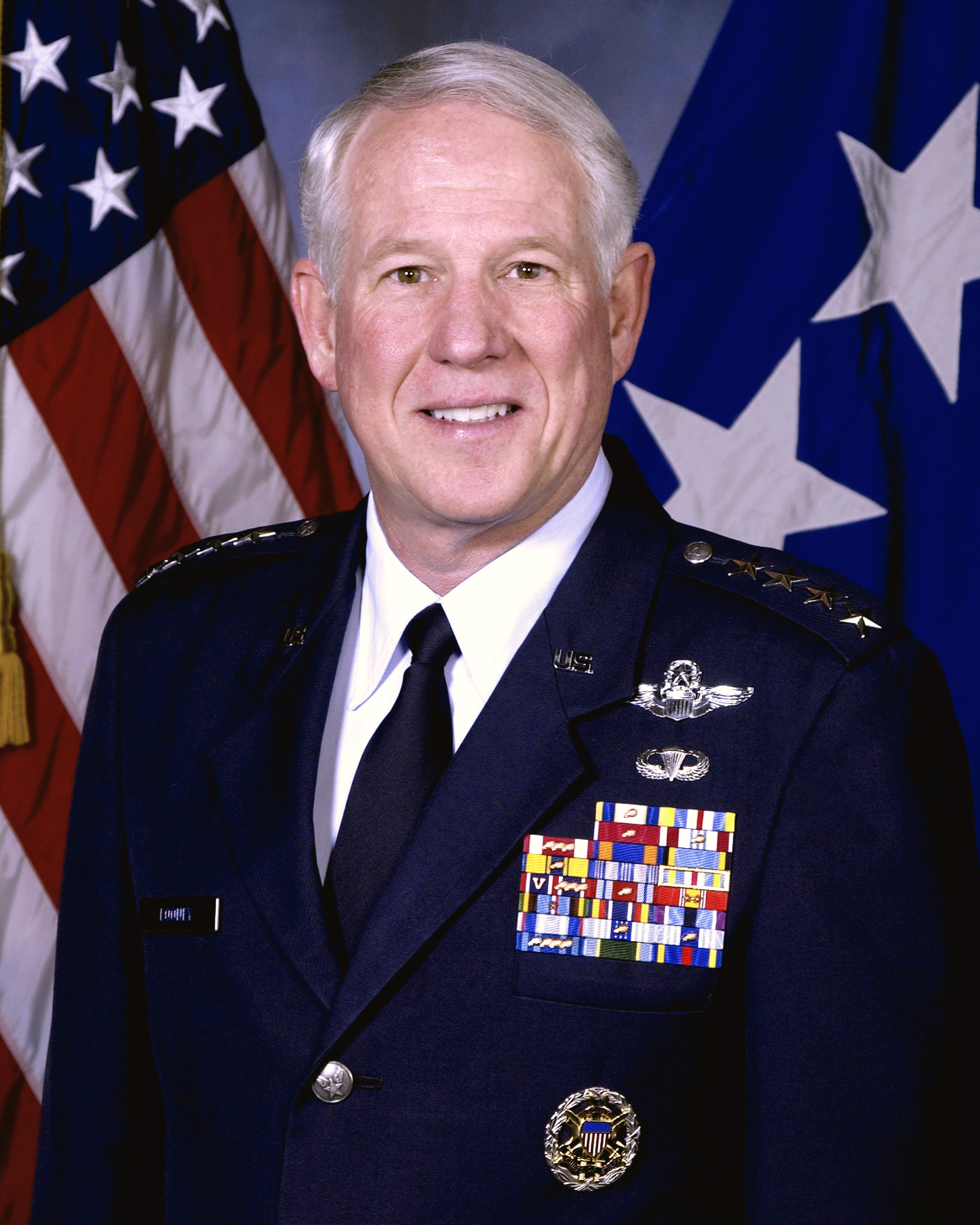
William R. Looney III

William R. Looney III (* 5. März 1949 in Norman, Cleveland County, Oklahoma) ist ein pensionierter General der United States Air Force. Er war unter anderem Kommandeur des Air Education and Training Commands.
Im Jahr 1972 absolvierte er die United States Air Force Academy in Colorado Springs. Nach seiner Graduation wurde er als Leutnant in das Offizierskorps der Air Force aufgenommen. In der Folge durchlief er alle Offiziersgrade vom Leutnant bis zum Vier-Sterne-General.
Im Lauf seiner militärischen Karriere absolvierte er verschiedene Kurse und Schulungen. Dazu gehörten unter anderem eine Ausbildung zum Kampfpiloten und weitere Fortbildungskurse als Pilot neuer Flugzeugtypen; die Squadron Officer School auf der Maxwell Air Force Base (Maxwell AFB) in Alabama; das Armed Forces Staff College in Norfolk in Virginia; das National War College in Fort Lesley J. McNair in Washington, D.C.; der Executive Warfare Course auf der Eglin Air Force Base in Florida; der Joint Flag Officer Warfighting Course und der Joint Force Air Component Commander Course, beide auf der Maxwell AFB und der Undergraduate Space and Missile Training Staff Course auf der Vandenberg Air Force Base in Kalifornien. Außerdem erhielt er akademische Grade von der Central Michigan University, der Syracuse University, der Johns Hopkins University und der Harvard Kennedy School.
In seinen frühen Jahren als Offizier der Luftwaffe war er an verschiedenen Stützpunkten in den Vereinigten Staaten stationiert. Dabei war er als Pilot, Flugausbilder oder Stabsoffizier bei unterschiedlichen Einheiten tätig. Dazwischen absolvierte er die erwähnten Schulungen. Außerdem war er zwischen August 1973 und Dezember 1974 als Kampfpilot auf der Ubon Royal Thai Air Force Base in Thailand stationiert. In den Jahren 1983 bis 1985 war er Stabsoffizier beim United States European Command in Stuttgart.
Danach wurde er zur Bitburg Air Base versetzt, wo er bis zum Juni 1989 in unterschiedlichen Funktionen tätig war. Zuletzt kommandierte er dort ab Januar 1988 die 22. Taktische Schwadron (22nd Tactical Fighter Squadron). Es folgte sein bis zum Juni 1990 andauerndes Studium am National War College. Danach gehörte er bis zum Juli 1992 dem Stab der Joint Chiefs of Staff an. Anschließend wurde er auf die Keflavik Naval Air Station in Island versetzt, wo er zwischen Juli 1992 und Juni 1993 stellvertretender Kommandeur der amerikanischen Luftstreitkräfte in Island war (Vice Commander, Air Forces Iceland).
Zwischen Juni 1993 und Mai 1995 kommandierte William Looney auf der Eglin AFB in Florida das 33. Kampfgeschwader (33rd Fighter Wing). Zwischenzeitlich war er bei der Operation Uphold Democracy in Haiti als Kommandeur der Joint Task Force 86–2 eingesetzt. In der Folge wurde er zur Langley Air Force Base in Virginia versetzt und dort zum Kommandeur des 1. Kampfgeschwaders (1st Fighter Wing) bestimmt. Dieses Amt hatte er bis zum Juli 1996 inne. Dabei wurde er zwischenzeitlich nach Jordanien verlegt, um an der Operation Southern Watch teilzunehmen.
Zwischen Juli 1996 und Juni 1998 war Looney Kommandeur des Armed Forces Staff Colleges. Daran schloss sich eine Versetzung zur Schriever Air Force Base in Colorado an, wo Looney zwischen Juni 1998 und Mai 1999 das Space Warfare Center kommandierte. Danach gehörte er bis zum Juni 2000 auf der Peterson AFB dem Stab des Air Force Space Commands an. Dort war er Abteilungsleiter in dessen Stabsabteilung für Operationen.
Als Nächstes erhielt William Looney das Kommando über die 14. Luftflotte, die auf der Vandenberg Air Force Base in Kalifornien ihr Hauptquartier hatte. Looney übte diesen Oberbefehl zwischen Juni 2000 und Mai 2002 aus. Es folgte eine Versetzung zum Air Force Materiel Command bzw. zu dem diesem Command untergeordneten Electronic Systems Center, das auf der Hanscom Air Force Base in Massachusetts ansässig war. Zwischen Mai 2002 und Dezember 2003 wurde das Electronic Systems Center von Looney kommandiert.
Anschließend wurde er auf die Wright-Patterson Air Force Base in Ohio versetzt. Dort kommandierte er zwischen Dezember 2003 und Juni 2005 das Aeronautical Systems Center. Am 17. Juni 2005 übernahm William Looney als Nachfolger von Donald G. Cook den Oberbefehl über das Air Education and Training Command, das auf der Randolph Air Force Base in Texas ansässig ist. Dieses Amt bekleidete er bis zum 2. Juli 2008 als Stephen R. Lorenz seine Nachfolge antrat. Am 1. August 2008 schied er aus dem aktiven Militärdienst aus.
Während seiner aktiven Zeit als Militärpilot absolvierte William Looney III über 4000 Flugstunden auf verschiedenen Flugzeugtypen.
Nach seiner Pensionierung wurde er Vorstandsmitglied der Trident University International mit Sitz in Chandler, Arizona.

## Daten der Beförderungen
| Abzeichen | Rang               | Jahr             |
| --------- | ------------------ | ---------------- |
|           | Second Lieutenant  | 7. Juni 1972     |
|           | First Lieutenant   | 7. Juni 1974     |
|           | Captain            | 7. Juni 1976     |
|           | Major              | 1. November 1981 |
|           | Lieutenant Colonel | 1. März 1986     |
|           | Colonel            | 1. März 1991     |
|           | Brigadier General  | 1. März 1996     |
|           | Major General      | 1. Mai 1999      |
|           | Lieutenant General | 1. Juni 2002     |
|           | General            | 1. August 2005   |

## Orden und Auszeichnungen
William Looney erhielt im Lauf seiner militärischen Laufbahn unter anderem folgende Auszeichnungen:
- Air Force Distinguished Service Medal
- Defense Superior Service Medal
- Legion of Merit
- Defense Meritorious Service Medal
- Meritorious Service Medal
- Air Medal
- Aerial Achievement Medal
- Air Force Commendation Medal
- Air Force Achievement Medal
- Joint Meritorious Unit Award
- Air Force Outstanding Unit Award
- Combat Readiness Medal
- National Defense Service Medal
- Armed Forces Expeditionary Medal
- Global War on Terrorism Service Medal
- Humanitarian Service Medal
- Air and Space Campaign Medal
- Air Force Longevity Service Award

Hinzu kamen noch einige Ordensbänder (Ribbons).